# 21.ª etapa do Giro d'Italia de 2020
A 21.ª etapa do Giro d'Italia de 2020 teve lugar a 25 de outubro de 2020 com uma contrarrelógio individual entre Cernusco sul Naviglio e Milão sobre um percurso de 15,7 km e foi vencida pelo italiano Filippo Ganna da equipa Ineos Grenadiers, quem conseguiu seu quarto triunfo parcial na edição e o sétimo da sua equipa, que ademais se levaram a classificação geral após que o britânico Tao Geoghegan Hart superasse ao até então líder Jai Hindley com o que tinha chegado igualado a tempo depois das primeiras vinte etapas.

## Classificação da etapa
| \| Classificação por etapas \| Classificação por etapas \| Classificação por etapas \| Classificação por etapas \| Classificação por etapas \| \| Ciclista \| Ciclista \| Equipe \| Tempo \| \| \| ------------------------ \| ------------------------ \| ------------------------ \| ------------------------ \| ------------------------ \| \| 1. \| Filippo Ganna \| Ineos Grenadiers \| 17m16s \| \| \| 2. \| Victor Campenaerts \| NTT Pro Cycling \| + 32s \| \| \| 3. \| Rohan Dennis \| Ineos Grenadiers \| + 32s \| \| \| 4. \| João Almeida \| Deceuninck-Quick Step \| + 41s \| \| \| 5. \| Miles Scotson \| Groupama-FDJ \| + 41s \| \| \| 6. \| Josef Černý \| CCC Team \| + 44s \| \| \| 7. \| Chad Haga \| Team Sunweb \| + 44s \| \| \| 8. \| Brandon McNulty \| UAE Team Emirates \| + 46s \| \| \| 9. \| Kamil Gradek \| CCC Team \| + 47s \| \| \| 10. \| Jan Tratnik \| Bahrain McLaren \| + 47s \| \| |                    |                       |        |
| |                    |                       |        |
| Fonte: ProCyclingStats |                    |                       |        |
| Classificação por etapas |                    |                       |        |
| Ciclista | Ciclista           | Equipe                | Tempo  |
| 1. | Filippo Ganna      | Ineos Grenadiers      | 17m16s |
| 2. | Victor Campenaerts | NTT Pro Cycling       | + 32s  |
| 3. | Rohan Dennis       | Ineos Grenadiers      | + 32s  |
| 4. | João Almeida       | Deceuninck-Quick Step | + 41s  |
| 5. | Miles Scotson      | Groupama-FDJ          | + 41s  |
| 6. | Josef Černý        | CCC Team              | + 44s  |
| 7. | Chad Haga          | Team Sunweb           | + 44s  |
| 8. | Brandon McNulty    | UAE Team Emirates     | + 46s  |
| 9. | Kamil Gradek       | CCC Team              | + 47s  |
| 10. | Jan Tratnik        | Bahrain McLaren       | + 47s  |

## Classificações ao final da etapa

### Classificação geral(Maglia Rosa)
| \| Classificação geral \| Classificação geral \| Classificação geral \| Classificação geral \| Classificação geral \| \| Ciclista \| Ciclista \| Equipe \| Tempo \| \| \| ------------------- \| ------------------- \| --------------------- \| ------------------- \| ------------------- \| \| 1. \| Tao Geoghegan Hart \| Ineos Grenadiers \| 85h40m21s \| \| \| 2. \| Jai Hindley \| Team Sunweb \| + 39s \| \| \| 3. \| Wilco Kelderman \| Team Sunweb \| + 1m29s \| \| \| 4. \| João Almeida \| Deceuninck-Quick Step \| + 2m57s \| \| \| 5. \| Pello Bilbao \| Bahrain McLaren \| + 3m09s \| \| \| 6. \| Jakob Fuglsang \| Astana \| + 7m02s \| \| \| 7. \| Vincenzo Nibali \| Trek-Segafredo \| + 8m15s \| \| \| 8. \| Patrick Konrad \| Bora-Hansgrohe \| + 8m42s \| \| \| 9. \| Fausto Masnada \| Deceuninck-Quick Step \| + 9m57s \| \| \| 10. \| Hermann Pernsteiner \| Bahrain McLaren \| + 11m05s \| \| |                     |                       |           |
| |                     |                       |           |
| Fonte: ProCyclingStats |                     |                       |           |
| Classificação geral |                     |                       |           |
| Ciclista | Ciclista            | Equipe                | Tempo     |
| 1. | Tao Geoghegan Hart  | Ineos Grenadiers      | 85h40m21s |
| 2. | Jai Hindley         | Team Sunweb           | + 39s     |
| 3. | Wilco Kelderman     | Team Sunweb           | + 1m29s   |
| 4. | João Almeida        | Deceuninck-Quick Step | + 2m57s   |
| 5. | Pello Bilbao        | Bahrain McLaren       | + 3m09s   |
| 6. | Jakob Fuglsang      | Astana                | + 7m02s   |
| 7. | Vincenzo Nibali     | Trek-Segafredo        | + 8m15s   |
| 8. | Patrick Konrad      | Bora-Hansgrohe        | + 8m42s   |
| 9. | Fausto Masnada      | Deceuninck-Quick Step | + 9m57s   |
| 10. | Hermann Pernsteiner | Bahrain McLaren       | + 11m05s  |

### Classificação por pontos(Maglia Ciclamino)
| Classificação por pontos | Classificação por pontos | Classificação por pontos    | Classificação por pontos | Classificação por pontos |
| Ciclista                 | Ciclista                 | Equipe                      | Pontos                   |                          |
| ------------------------ | ------------------------ | --------------------------- | ------------------------ | ------------------------ |
| 1.                       | Arnaud Démare            | Groupama-FDJ                | 233 pts                  |                          |
| 2.                       | Peter Sagan              | Bora-Hansgrohe              | 184 pts                  |                          |
| 3.                       | João Almeida             | Deceuninck-Quick Step       | 108 pts                  |                          |
| 4.                       | Filippo Ganna            | Ineos Grenadiers            | 87 pts                   |                          |
| 5.                       | Josef Černý              | CCC Team                    | 78 pts                   |                          |
| 6.                       | Andrea Vendrame          | AG2R La Mondiale            | 78 pts                   |                          |
| 7.                       | Diego Ulissi             | UAE Team Emirates           | 77 pts                   |                          |
| 8.                       | Simon Pellaud            | Androni Giocattoli-Sidermec | 70 pts                   |                          |
| 9.                       | Tao Geoghegan Hart       | Ineos Grenadiers            | 66 pts                   |                          |
| 10.                      | Patrick Konrad           | Bora-Hansgrohe              | 61 pts                   |                          |

### Classificação da montanha(Maglia Azzurra)
| Classificação da montanha | Classificação da montanha | Classificação da montanha | Classificação da montanha | Classificação da montanha |
| Ciclista                  | Ciclista                  | Equipe                    | Pontos                    |                           |
| ------------------------- | ------------------------- | ------------------------- | ------------------------- | ------------------------- |
| 1.                        | Ruben Guerreiro           | EF Pro Cycling            | 234 pts                   |                           |
| 2.                        | Tao Geoghegan Hart        | Ineos Grenadiers          | 157 pts                   |                           |
| 3.                        | Thomas De Gendt           | Lotto-Soudal              | 122 pts                   |                           |
| 4.                        | Rohan Dennis              | Ineos Grenadiers          | 119 pts                   |                           |
| 5.                        | Ben O'Connor              | NTT Pro Cycling           | 71 pts                    |                           |
| 6.                        | Jai Hindley               | Team Sunweb               | 71 pts                    |                           |
| 7.                        | Wilco Kelderman           | Team Sunweb               | 55 pts                    |                           |
| 8.                        | Filippo Ganna             | Ineos Grenadiers          | 48 pts                    |                           |
| 9.                        | Jonathan Castroviejo      | Ineos Grenadiers          | 45 pts                    |                           |
| 10.                       | Einer Rubio               | Movistar Team             | 44 pts                    |                           |

### Classificação dos jovens(Maglia Bianca)
| Classificação dos jovens | Classificação dos jovens | Classificação dos jovens | Classificação dos jovens | Classificação dos jovens |
| Ciclista                 | Ciclista                 | Equipe                   | Tempo                    |                          |
| ------------------------ | ------------------------ | ------------------------ | ------------------------ | ------------------------ |
| 1.                       | Tao Geoghegan Hart       | Ineos Grenadiers         | 85h40m21s                |                          |
| 2.                       | Jai Hindley              | Team Sunweb              | + 39s                    |                          |
| 3.                       | João Almeida             | Deceuninck-Quick Step    | + 2m57s                  |                          |
| 4.                       | Sergio Samitier          | Movistar Team            | + 35m29s                 |                          |
| 5.                       | James Knox               | Deceuninck-Quick Step    | + 37m41s                 |                          |
| 6.                       | Brandon McNulty          | UAE Team Emirates        | + 38m10s                 |                          |
| 7.                       | Aurélien Paret-Peintre   | AG2R La Mondiale         | + 45m04s                 |                          |
| 8.                       | Ben O'Connor             | NTT Pro Cycling          | + 1h02m57s               |                          |
| 9.                       | Sam Oomen                | Team Sunweb              | + 1h03m46s               |                          |
| 10.                      | Matteo Fabbro            | Bora-Hansgrohe           | + 1h13m49s               |                          |

### Classificação por equipas"Súper team"
| Classificação por equipes | Classificação por equipes | Classificação por equipes | Classificação por equipes |
| Equipe                    | Equipe                    | Tempo                     |                           |
| ------------------------- | ------------------------- | ------------------------- | ------------------------- |
| 1.                        | Ineos Grenadiers          | 257h15m58s                |                           |
| 2.                        | Deceuninck-Quick Step     | + 22m32s                  |                           |
| 3.                        | Team Sunweb               | + 28m50s                  |                           |
| 4.                        | Bahrain McLaren           | + 32m50s                  |                           |
| 5.                        | Bora-Hansgrohe            | + 1h12m34s                |                           |
| 6.                        | NTT Pro Cycling           | + 1h49m59s                |                           |
| 7.                        | AG2R La Mondiale          | + 2h04m38s                |                           |
| 8.                        | Movistar Team             | + 2h08m26s                |                           |
| 9.                        | Astana                    | + 2h29m44s                |                           |
| 10.                       | Trek-Segafredo            | + 2h42m36s                |                           |

## Abandonos
Nenhum.